# Pius IX
Pius IX (łac. Pius PP. IX; właśc. Giovanni Maria Mastai Ferretti; ur. 13 maja 1792 w Senigallii, zm. 7 lutego 1878 w Watykanie) – włoski duchowny rzymskokatolicki, tercjarz franciszkański, biskup Imoli w latach 1832–1846, 255. papież w okresie od 16 czerwca 1846 do 7 lutego 1878. Błogosławiony Kościoła katolickiego.
Pontyfikat Piusa IX, był – po św. Piotrze Apostole – najdłuższym w dziejach Kościoła katolickiego i trwał 31 lat, 7 miesięcy, 21 dni (11 559 dni).

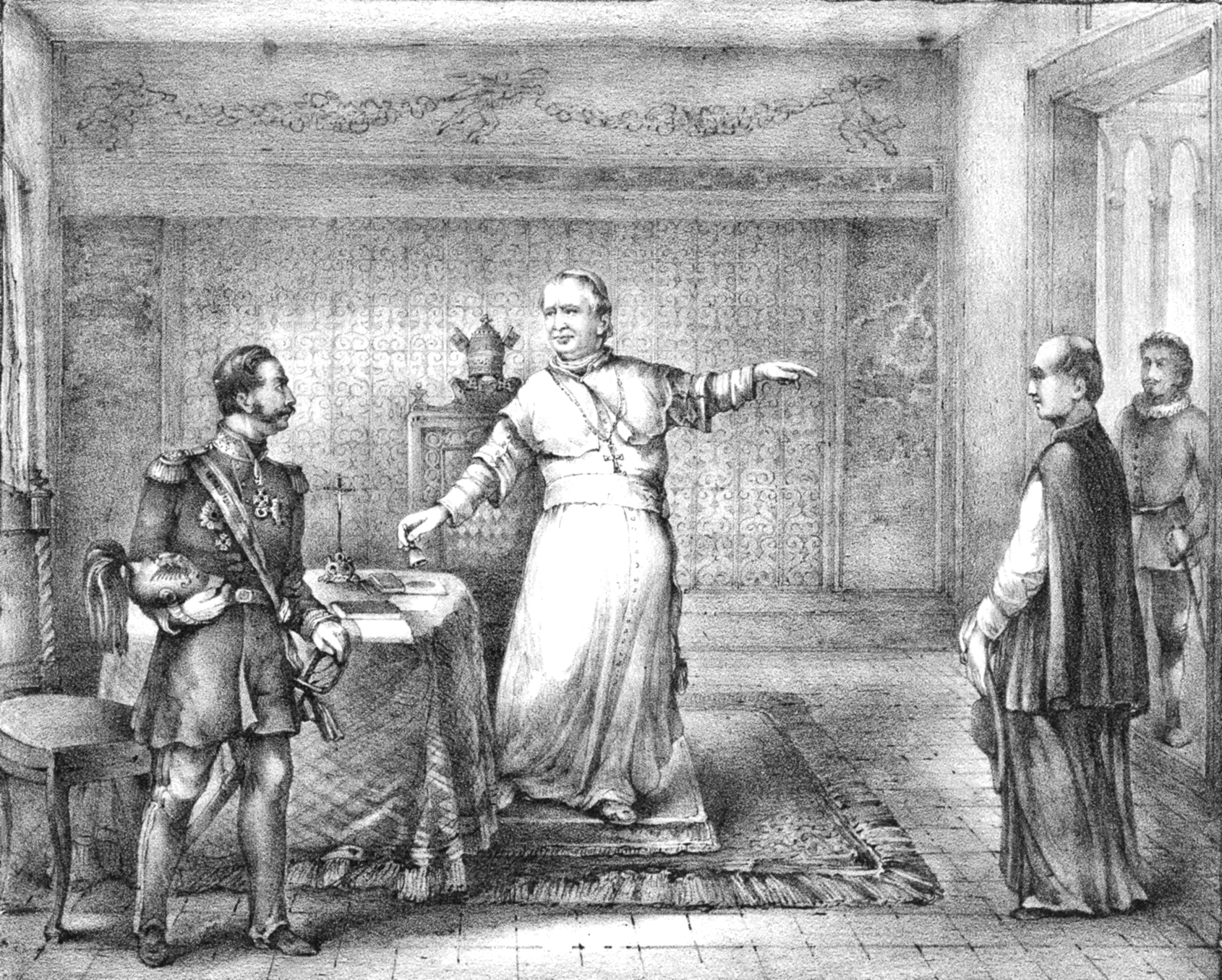
Papież Pius IX wydala posła rosyjskiego Feliksa von Meyendorffa za zniewagę religii katolickiej

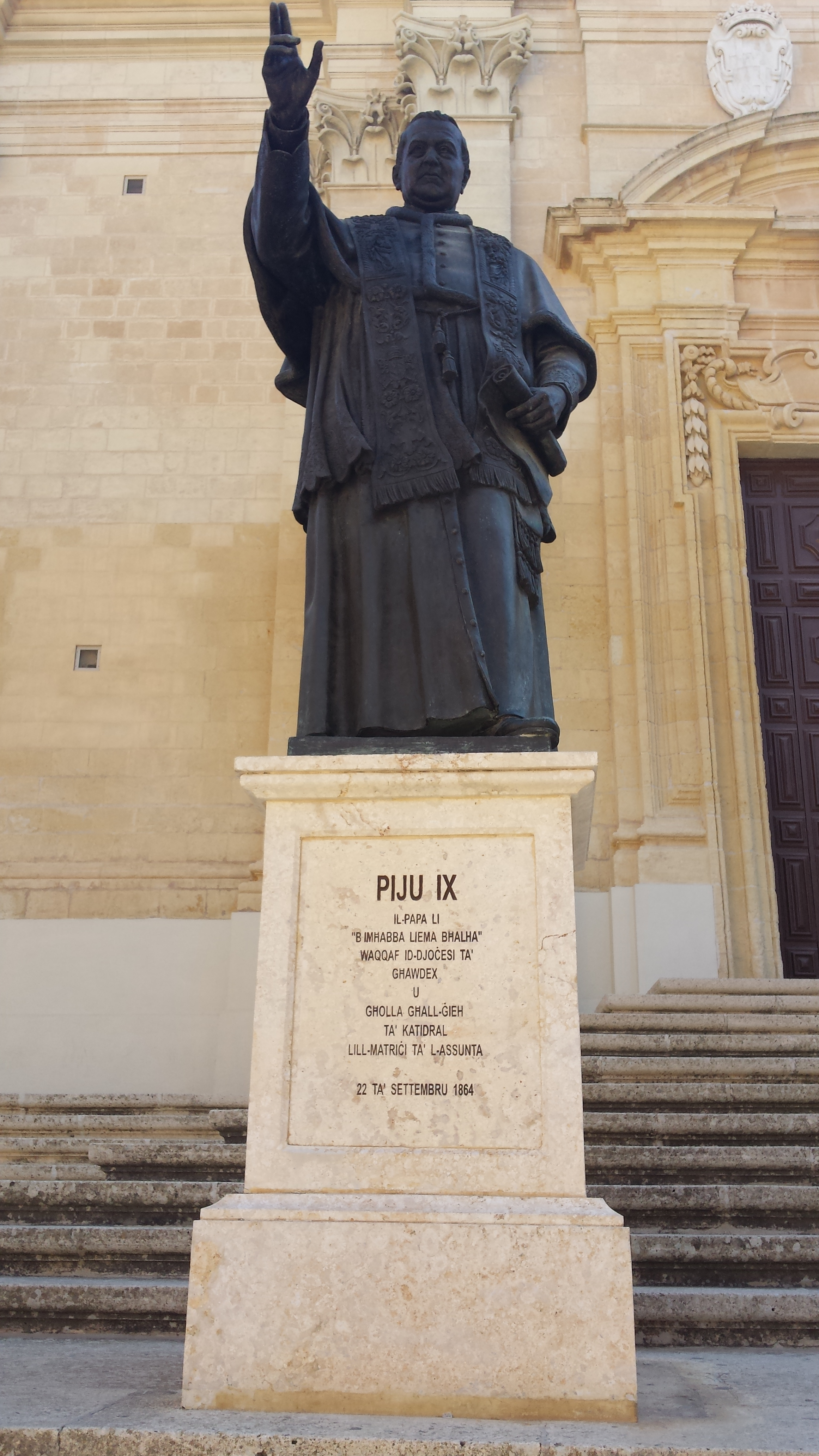
Pomnik Piusa IX w Victorii na Gozo

## Życiorys

### Młodość
Przyszedł na świat w rodzinie hrabiowskiej – był synem Girolamo Mastai Ferrettiego i Cateriny Sollazzi. W młodości chorował na epilepsję. Początkowe nauki pobierał w domu, a 1802–1809 uczęszczał do kolegium pijarskiego w Volterrze w Toskanii. 26 września 1809 otrzymał tonsurę. W 1809 udał się do Rzymu, gdzie (z przerwą 1810–1814 spowodowaną zajęciem Rzymu przez wojska napoleońskie) słuchał wykładów w Collegium Romanum, w Seminarium św. Apolinarego i w Akademii Duchownej. W czasie przerwy między studiami przebywał w Senigallii, unikając służby w armii francuskiej.
Po upadku Napoleona I kontynuował przerwane studia w Rzymie; zaangażował się też w pracę w katolickim zakładzie wychowawczym dla sierot Tata Giovanni. Od 1817 był opiekunem duchowym i jednym z dyrektorów tego ośrodka, a równocześnie tam mieszkał. Starał się o przyjęcie do gwardii papieskiej, ale z powodu padaczki odmówiono mu.
Ze względu na chorobę, postarał się o dyspensę papieską pozwalającą na otrzymanie święceń kapłańskich. 10 kwietnia 1819 przyjął święcenia, lecz papież Pius VII zezwolił mu jednak na odprawianie mszy tylko w obecności drugiego kapłana.
Od 1823 był członkiem prestiżowego Towarzystwa Literackiego Arcadia. W lipcu 1823 uzyskał papieską nominację na stanowisko audytora przy delegacie apostolskim dla Chile, Peru, Meksyku i Kolumbii, biskupie Giovannim Muzi. W 1825 Giovanni powrócił do Rzymu. Został mianowany kanonikiem kapituły bazyliki Santa Maria in Via Lata, prałatem oraz dyrektorem hospicjum San Michele a Ripa. 21 maja 1827 został wybrany na arcybiskupa Spoleto, a sakrę biskupią otrzymał 3 czerwca.
16 lutego 1832 Grzegorz XVI przeniósł go na biskupstwo w Imoli (z własnym tytułem arcybiskupa). Feretti zasłużył się dla tej diecezji wieloma cennymi inicjatywami, m.in. założeniem Akademii Biblijnej dla duchowieństwa (prowadzącej studia z zakresu biblistyki i teologii), utworzeniem tzw. Banku Pobożnego dla osób zadłużonych, Towarzystwa św. Terencjusza opiekującego się chorymi, założeniem szpitali, przytułków oraz ochronek dla dzieci. Ponadto prowadził stowarzyszenia zajmujące się działalnością charytatywną, promowaniem wydawnictw katolickich, organizowaniem katechez, rekolekcji i akcji misyjnych.
Doceniając dokonania Giovanniego, Grzegorz XVI 23 grudnia 1839 mianował go kardynałem in pectore, a 14 grudnia 1840 – kardynałem prezbiterem kościoła SS. Marcellino e Pietro. Został wyznaczony do pracy w czterech kongregacjach kurialnych: Kongregacji ds. Biskupów i Zakonników, Kongregacji ds. Obrzędów, Kongregacji ds. Dyscypliny Zakonnej i Fabryki św. Piotra.

### Wybór na papieża
Uznawany za liberalnego kardynała. Mówiono nawet, że w domu Mastai Ferretti nawet koty są liberałami. 16 czerwca 1846, na trwającym od 14 czerwca konklawe został wybrany na papieża. Jego wybór był podyktowany odrzuceniem kandydatury Luigiego Lambruschiniego. Tuż po elekcji,  przybył na Kwirynał kardynał Karl Kajetan Gaisruck, chcący zgłosić ekskluzywę wobec Ferettiego, która z powodu spóźnienia okazała się nieskuteczna. Imię Pius przyjął przez pamięć i szacunek dla Piusa VII. Jego koronacja odbyła się 21 czerwca 1846 w bazylice św. Piotra.

### Pontyfikat

#### Sprawy wewnętrzne
Pius zaczął przeprowadzać stopniowe reformy polityczne. Wydał zgodę na zbudowanie kolei żelaznej na terenie Państwa Kościelnego oraz na gazowe oświetlenie ulic. Nastąpiło znaczne złagodzenie cenzury. Amnestie dla więźniów oraz reformy, które zapoczątkował, zaprocentowały wzrostem jego popularności. Z czasem opinia o papieżu liberale uległa zmianie; od Wiosny Ludów, rewolucji w 1848 papież zaczął przechodzić na stanowisko coraz bardziej konserwatywne. Został wówczas zmuszony do nadania rządzonemu przez siebie Państwu Kościelnemu konstytucji (14 marca 1848) oraz  wyrażenia zgody na powstanie dwuizbowego parlamentu we Włoszech, który kategorycznie odmówił przyłączenia się do wojny z Austrią. Pius, chcąc zachować neutralność, nie zajął żadnego stanowiska, co zostało odebrane jako zdrada. W wyniku tego, rozpoczęły się rozruchy w Państwie Kościelnym i 15 listopada 1848 zamordowano Pellegrino Rossiego, ministra sprawiedliwości. Rewolucjoniści wkrótce oblegli Kwirynał, co zmusiło papieża do ucieczki do Gaety 24 listopada. 9 lutego 1849 proklamowano krótko istniejącą Republikę Rzymską. Dzięki pomocy wojsk francuskich, papież zdołał powrócić do Rzymu 12 kwietnia 1850. Zaraz potem, wraz z sekretarzem stanu Giacomo Antonellim, rozpoczął starania o zapobiegnięcie wszelkim ruchom wyzwoleniowym. Jego działania zostały wykorzystane przez premiera Piemontu, Camillo Cavoura, który we wrześniu 1860 włączył tereny Państwa Kościelnego do Królestwa Włoch, po bitwie pod Castelfidardo. Od tego czasu papież przebywał pod ochroną Francji, natomiast władze Włoch zaproponowały mu suwerenność Rzymu i stałą dotację, jeśli zrezygnuje z Państwa Kościelnego. Pius nie zgodził się na te warunki, przez co przez dziesięć lat (do 1870) był pod kuratelą wojsk francuskich. Wybuch wojny francusko-pruskiej w lipcu 1870 zmusił Francję do wycofania garnizonu, umożliwiając wojskom włoskim zajęcie Rzymu 20 września. Rok później rząd włoski przyznał papieżowi prawa nietykalności, suwerenności i roczną rentę, lecz 15 maja Pius odmówił jej akceptacji. Od tamtej pory, aż do 1929 roku papieże byli nazywani „więźniami Watykanu”.

#### Sprawy zagraniczne
Pomimo że działania papieża w polityce wewnętrznej są przez historyków krytykowane, to kwestie zagraniczne są, ich zdaniem, naznaczone sukcesami. Pius utworzył bowiem ponad dwieście nowych diecezji na całym świecie, zwłaszcza w Ameryce Łacińskiej, Stanach Zjednoczonych i koloniach brytyjskich. Ponadto odnowił Kościół w Niderlandach, który mocno ucierpiał w okresie reformacji. Zawarł także korzystne dla Kościoła konkordaty z Hiszpanią w 1851, z Austrią w 1855, z Portugalią w 1857 i z częścią krajów środkowoamerykańskich w latach 1852–1862. Ponadto ustanowił łaciński patriarchat Jerozolimy.
Za czasów jego pontyfikatu w Niemczech powstało Stowarzyszenie Piusa, zrzeszające tamtejszych katolików. W roku 1870 powstało także podobne stowarzyszenie „Centrum”, które zrzeszało działaczy politycznych, jednak szanse na dobre relacje na linii państwo-Kościół pogrzebał Kulturkampf ustanowiony w 1871 przez Ottona von Bismarcka. Doprowadziło to do zakazu działalności niektórych zakonów, m.in. jezuitów, co było sprzeczne z konstytucją. Papież zaprotestował w 1873 przeciw „ustawom majowym”, a następnie w 1875 encykliką Quod nunquam, na co Bismarck odpowiedział dymisją 2/3 biskupów i zamknięciem seminariów duchownych. Pomysł kanclerza o zbudowaniu Kościoła narodowego okazał się jednak chybiony, gdyż jego działania nie podzieliły Kościoły w Niemczech.
W 1847 roku Pius zawarł także konkordat z Rosją, jednak nie dawał on prawie żadnych wymiernych korzyści. Ponieważ działania cara budziły sprzeciw, Pius beatyfikował Andrzeja Bobolę 30 października 1853 roku. Kiedy nowym carem został Aleksander II Romanow, papież zwrócił mu uwagę na nieprzestrzeganie konkordatu, a także na represyjną politykę wobec Polski, zwłaszcza podczas powstania styczniowego w 1863. 28 stycznia 1863 r. potępił wybuch powstania styczniowego, o czym został poinformowany w czasie audiencji  Ludwik Orpiszewski, wysłannik Władysława Czartoryskiego, emisariusza dyplomatycznego Rządu Narodowego. Z drugiej jednak strony Pius IX podczas powstania zwrócił się do Franciszka Józefa i Napoleona III o pomoc dla Polski. 29 czerwca 1867 kanonizował Jozafata Kuncewicza, a 6 czerwca 1877 roku przyjął też pielgrzymkę polską i wygłosił do niej mowę, w której zawarł słowa: miejcie nadzieję, wytrwałość, odwagę i módlcie się, a ciemięzcy wasi runą i Królestwo Polskie powróci.

#### Sprawy religijne
Konserwatywne poglądy Piusa IX wyraziły się m.in. w 1849, kiedy to skierował do biskupów świata zapytanie o uznanie dogmatu o Niepokalanym Poczęciu Najświętszej Maryi Panny. Biskupi w większości poparli stanowisko papieża i ten 8 grudnia 1854 ogłosił konstytucję apostolską Ineffabilis Deus (pol. Niewysłowiony Bóg), w której uznał dogmat. Równe dziesięć lat później, 8 grudnia 1864 wydał encyklikę Quanta cura, w której potępił rozdział Kościoła od państwa, laickie nauczania i wolności prasy i sumienia. Do tej encykliki dołączył słynny Syllabus, w którym wskazał 80 błędnych tez, doktryn i idei, m.in. socjalizm, modernizm, racjonalizm (m.in. uważając, iż nauka nie może stać ponad, a nawet być na równi z religią), a także fałszywy ekumenizm.
Jednym z najważniejszych punktów w pontyfikacie Piusa, był projekt zwołania I Soboru Watykańskiego, który pojawił się 6 grudnia 1864. Został on uroczyście rozpoczęty 29 czerwca 1868 i zaproszono nań Kościoły wschodnie. Uczestniczyło w nim niemalże 700 duchownych i przy znikomym sprzeciwie, 13 lipca 1870 ogłosili oni dogmat o nieomylności papieża w sprawach religijnych i moralnych. Papież zaaprobował tę uchwałę pięć dni później, konstytucją Pastor aeternus. 24 kwietnia 1870 została też wydana konstytucja Dei filius, gdzie wyrażono zaniepokojenie postępującą ateizacją, panteizmem i materializmem. Ponieważ 19 lipca wybuchła wojna prusko-francuska, część biskupów opuściła obrady soborowe, a wobec zajęcia Rzymu 20 września papież zawiesił sobór miesiąc później.
Pius był gorącym zwolennikiem centralizacji Kościoła i popierał ultramontanizm. Spowodowało to rozprzestrzenienie się schizmy Kościoła w Holandii na inne kraje, a także silne ruchy antyklerykalne. Niektóre działania polityczne przyczyniły się też do prawie całkowitego zwalczenia gallikanizmu i józefinizmu.
Kreował 123 kardynałów na dwudziestu trzech konsystorzach. Był tercjarzem franciszkańskim.

### Śmierć
Zmarł w Watykanie 7 lutego 1878 po chorobie. Tymczasowym miejscem jego pochówku stała się bazylika watykańska. W czasie jego ekshumacji mającej miejsce 12 lipca 1881 roku jego przeciwnicy demonstrowali swoje niezadowolenie pod hasłem do rzeki z papieżem kanalią. Ostatecznie ciało Piusa IX spoczęło w bazylice św. Wawrzyńca za Murami.

## Encykliki Piusa IX
- Qui pluribus – 1846
- Nei giorni – 1846
- Praedecessores Nostros – 1847
- Ubi primum/1 – 1847
- Romani e quanti – 1848
- Nelle istituzioni – 1848
- Non semel – 1848
- Da questa pacifica – 1849
- Ubi primum/2 – 1849
- La serie – 1849
- Quibus, quantisque – 1849
- Nostis et Nobiscum – 1849
- Si semper antea – 1850
- Exultavit cor nostrum – 1851
- Ex aliis nostris – 1851
- Nemo certe ignorat – 1852
- Probe noscitis – 1852
- Inter multiplices – 1853
- Neminem vestrum – 1854
- Optime noscitis /1 – 1854
- Apostolieae nostrae – 1854
- Inter graves – 1854
- Ineffabilis Deus – 1854
- Singulari quadam – 1854
- Optime noscitis /2 – 1855
- Cum saepe – 1855
- Singulari quidem – 1856
- Cum nuper – 1858
- Amantissimi Redemptoris – 1858
- Cum Sancta Mater – 1859
- Qui nuper – 1859
- Ad gravissimum – 1859
- Maximo animi – 1859
- Nullis certe – 1860
- Cum catholica Ecclesia – 1860
- Novos et ante – 1860
- Multis gravibusque – 1860
- Iamdum cernimus – 1861
- Amantissimus humani – 1862
- Maxima quidem – 1862
- Quanto conficiamur – 1863
- Incredibili afflictamur – 1863
- Tuas libenter – 1863
- Multis gravissimis – 1864
- Ubi Urbaniano – 1864
- Maximae quidem – 1864
- Quanta cura – Syllabus Errorum – 1864

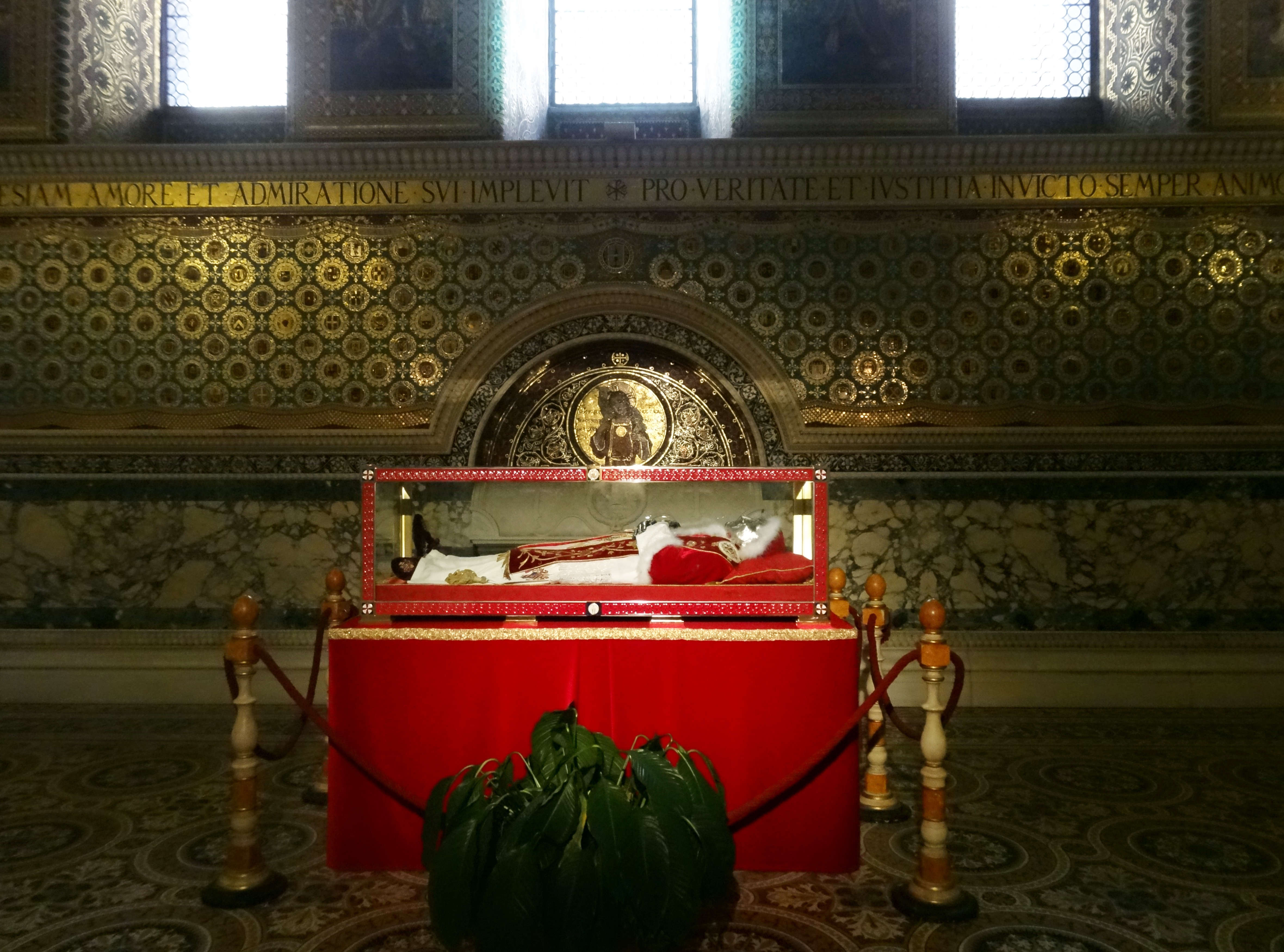
Grób bł. Piusa IX w rzymskiej bazylice św. Wawrzyńca za Murami w Rzymie

- Multiplices inter /1- 1865
- Meridionali Americae – 1865
- Levate – 1867
- Ex quo infensissimi – 1867
- Aeterni Patris – 1868
- Arcano divinae – 1868
- Iam vos omnes – 1868
- Religiosas regularium – 1870
- Non sine gravissimo – 1870
- Multiplices inter /2 – 1870
- Apostolici ministerii – 1870
- Quo impensiore – 1870
- Respicientes ea – 1870
- Ecclesia dei – 1871
- Ubi nos – 1871
- Beneficia Dei – 1871
- Saepe, Venerabilis – 1871
- Ordinem vestrum – 1871
- Costretti nelle – 1872
- Quartus supre – 1873
- Etsi multa – 1873
- In magnis illis – 1873
- Vix dum a nobis – 1874
- Omnenem sollicitudinem – 1874
- Non expedit – 1874
- Gravibus ecclesiae – 1874
- Quod nunquam – 1875
- Graves ac diuturnae – 1875
- Quae Patriarchatu – 1875
- Dives in misericordia Deus – 1877

## Proces beatyfikacyjny
Jego proces beatyfikacyjny rozpoczął się 11 lutego 1907. W 1985 papież Jan Paweł II podpisał dekret o heroiczność cnót Sługi Bożego Piusa IX i odtąd przysługiwał mu tytuł Czcigodnego Sługi Bożego. 3 września 2000, razem z Janem XXIII, został ogłoszony błogosławionym, przez papieża Jana Pawła II.
Wspomnienie liturgiczne Piusa IX jest obchodzone 7 lutego – dzień jego śmierci.
Trwają starania o jego kanonizację. Od 2012 postulatorem procesu jest emerytowany prałat Pompei Carlo Liberati.